# تپه شنستق ۳
تپه شنستق ۳ مربوط به دوران‌های تاریخی پس از اسلام است و در شهرستان تاکستان، روستای شنستق واقع شده و این اثر در تاریخ ۲۵ اسفند ۱۳۷۹ با شمارهٔ ثبت ۳۱۹۰ به‌عنوان یکی از آثار ملی ایران به ثبت رسیده است.